# 芒卡镇
芒卡镇（佤语：van ka:958），是中华人民共和国云南省临沧市沧源佤族自治县下辖的一个镇。芒卡一词由傣语音译，“芒”为寨子，“卡”为草，意为“茅草寨”。镇政府驻南腊行政村南腊中寨，陆距沧源县城107千米。1941年6月18日中英秘密签订协议划定一九四一年线，班洪村以西地区（包含今芒卡镇全境）被划归缅甸。1960年1月25日，中缅签订《中华人民共和国政府和缅甸联邦政府关于两国边界问题的协定》，中方放弃猛卯三角地主权，换回一九四一年线以西的班洪、班老部落地区。如今，芒卡是临沧边境经济合作区的一部分，为沧源口岸的一个边境通道，向西出境即为缅甸南邓，芒卡向北跨过南定河是临沧市唯一的国家一类开放口岸孟定清水河口岸，清水河口岸经济区的物流园区将在芒卡建立。

## 历史沿革
1971年，南腊公社从班洪公社中划出。1984年改置为南腊区，1988年成立南腊乡。2002年撤乡建镇设立芒卡镇。

## 地理
芒卡镇位于沧源县西部，西与缅甸接壤，北靠耿马县孟定镇，东和南分别是班洪乡、班老乡，国境线长33.44千米。芒卡镇总面积275.3平方千米，2010年普查总人口13,689人，居民以佤族为主，其次是汉族和傣族，佤族占总人口的83.52%，汉族占15.56%。镇内主要坝子是芒卡坝，山脉主要有湖广寨大山、公母大山等，地势西南高东北低，属喀斯特地貌，最高点为湖广寨大山（2,302.2米），最低点为南定河出境处（460米）。主要河流有南定河、小黑河等，属怒江水系。气候上属亚热带季风气候，低海拔地区气候炎热，立体气候显著，年均气温22℃，年均降水1287.3毫米。芒卡镇2011年的森林覆盖率达70.84%。矿产资源有金、银、铅、锌、硫磺等，位于湖广寨大山的茂隆银厂开办于明末清初，曾是云南最大的银矿，于1800年封停。

## 行政区划
芒卡镇下辖以下地区：
芒岗村、海牙村、扣勐村、南腊村、莱片村、白岩村、湖广村、焦山村和南景村。

## 经济
芒卡镇经济以农业为主，2011年农民人均纯收入3,841元。2011年，芒卡镇粮食种植面积4.01万亩，年产6,194吨；橡胶面积4.57万亩，开割1.92万亩，年产355吨；木薯面积6,583亩，年产2,468.5吨，其他作物还有竹子、茶叶、核桃、甘蔗、油菜等。畜牧业方面，2011年末生猪和其他大牲畜共存栏27,796头。2011年政府财政收入94万元。

## 基础设施
芒卡镇内有小学10所，初中1所，在校学生共1,876人。医疗方面有卫生院1所、村卫生室9个，共有病床14张，专业卫生人员27人。交通方面南沧公路（镇康县南伞镇至沧源）过境，其他有乡村公路94条共182.51千米，其中弹石路面53条共168.42千米，此外在建有连接临清高速及孟定清水河口岸的二级公路。市政设施建有自来水厂一座，日供水350吨；有110千伏度电站一座，主变压器2台，总容量4,500千伏安。

## 中国传统村落
2013年8月，湖广村被评为第二批中国传统村落。